# Gyroplia bimaculata
Gyroplia bimaculata är en skalbaggsart som beskrevs av Brenske 1893. Gyroplia bimaculata ingår i släktet Gyroplia och familjen Melolonthidae. Inga underarter finns listade i Catalogue of Life.